# Doman LZ-5
El Doman LZ-5 fue un helicóptero utilitario desarrollado en los Estados Unidos a principios de los años 50 del siglo XX, por Doman Helicopters Inc. de Danbury, Connecticut. A pesar de la obtención de acuerdos internacionales de fabricación, no se elaboraron series de aeronaves de producción y solo se construyeron tres prototipos. Dos de ellos fueron comprados por el Ejército estadounidense como YH-31, que finalmente se convirtieron en VH-31.

## Desarrollo
Como los precedentes LZ-1 a LZ-4, el LZ-5 utilizaba el poco usual sistema de cabeza de rotor acardanada, que presentaba la eliminación de bisagras y amortiguadores de rotor e incluía palas de diseño dinámico suave en plano. El sistema de control servo estaba contenido enteramente dentro de la cabeza del rotor, sin depósitos o conductos de aceite externos. El rotor de cola también era rígido y flotante para eliminar tensiones en los rápidos giros del rotor de cola. Por lo demás, tenía una configuración convencional de rotores principal y de cola. El piloto y el copiloto se sentaban sobre el motor, que estaba en el morro, y detrás de ellos se encontraba un compartimiento para seis pasajeros. El motor se refrigeraba mediante eyectores de los tubos de escape, produciendo un ahorro de energía que incrementaba la carga útil en 363 kg. La aeronave presentaba un tren de aterrizaje cuádruple de ruedas, llevando las unidades principales dos ruedas cada una.
El primer prototipo (matrícula N13458) voló el 27 de abril de 1953, y a finales de 1955 se habían entregado dos máquinas al Ejército (52-5779 y 52-5780). Finalmente, el Ejército concluyó que no tenía requerimientos para más modelos de helicóptero de motor de pistones de su tamaño, y no se realizaron más pedidos. Tras unas extensas pruebas y entrenamiento de pilotos realizadas por el Ejército, uno de los prototipos fue tomado por la Armada para realizar un programa de investigación de vuelo en el Centro Aeronaval de Pruebas de Patuxent River. Más tarde, la aeronave fue recomprada por la compañía Doman y usada en su promoción comercial.
Doman continuó su desarrollo, construyendo otro aparato LZ-5 en conjunción con Fleet de Canadá. Los helicópteros LZ-5 recibieron sus Certificados de Tipo simultáneamente en Estados Unidos y Canadá en 1954. El tercer helicóptero voló extensamente en Canadá con la matrícula CF-IBG, y en los Estados Unidos, Francia e Italia bajo el registro estadounidense N812. Voló en el Paris Air Show de 1960. Esta aeronave fue modificada con la instalación de instrumentación de vuelo sin visibilidad, siendo mostrada extensamente en un intento de venta como entrenador. El aparato así modificado fue promocionado como D-10. La planeada versión de producción habría sido modificada con un motor turboalimentado y habría sido designada como D-10B. Doman vendió los derechos de producción de las versiones militares a Hiller y, para el mercado italiano, a Ambrosini.
Finalmente, no se llevó a cabo ninguno de estos planes, y el LZ-5 nunca entró en producción.

## Historia operacional
Tras la desaparición de Doman Helicopters Inc. en 1969, el segundo prototipo del Ejército fue llevado a California para ser exhibido en el Hiller Aviation Museum, fundado por Stanley Hiller, Jr. Ese helicóptero fue devuelto a Connecticut en 2009 y esta en exhibición en el New England Air Museum en Windsor Locks, Connecticut.

## Variantes
LZ-5
Prototipo de helicóptero, tres construidos.
YH-31
Designación inicial del Ejército estadounidense dada a dos LZ-5 en evaluación; más tarde redesignados como VH-31.
D-10
Uno de los YH-31, modificado con instrumentos para el vuelo sin visibilidad.
D-10B
Versión propuesta de producción del LZ-5 con motor turboalimentado Lycoming O-720.

## Operadores
Estados Unidos
- Ejército de los Estados Unidos

## Especificaciones (LZ-5)

### Características generales
- Tripulación: Uno-dos (pilotos)
- Capacidad: 6-7 pasajeros
- Longitud: 11,6 m (38 ft)
- Diámetro rotor principal: 14,6 m (48 ft)
- Altura: 3,1 m (10,2 ft)
- Área circular: 168,3 m² (1811,6 ft²)
- Peso vacío: 1297 kg (2858,6 lb)
- Peso cargado: 2363 kg (5208,1 lb)
- Planta motriz: 1× motor bóxer de ocho cilindros refrigerado por aire, sobrealimentado Lycoming SO-580[3].
  - Potencia: 298 kW (411 HP; 405 CV)

### Rendimiento
- Velocidad máxima operativa (Vno): 169 km/h (105 MPH; 91 kt)
- Alcance: 392 km (212 nmi; 244 mi)
- Techo de vuelo: 5490 m (18 012 ft)
- Régimen de ascenso: 6,6 m/s (1299 ft/min)

## Aeronaves relacionadas

### Secuencias de designación
- Secuencia LZ-_ (interna de Doman): LZ-1 - LZ-2 - LZ-4 - LZ-5 - H-31 - D-10
- Secuencia H-_ (Helicópteros de la USAF, 1948-1962): ← H-28 - H-29 - H-30 - H-31 - H-32 - H-33 - H-34 →